# Samuel Poulin
 (octobre 2018).
Si vous disposez d'ouvrages ou d'articles de référence ou si vous connaissez des sites web de qualité traitant du thème abordé ici, merci de compléter l'article en donnant les références utiles à sa vérifiabilité et en les liant à la section « Notes et références ».
Samuel Poulin, né au Maroc, est un homme politique québécois.
Il est député de la circonscription provinciale de Beauce-Sud depuis les élections générales du 1er octobre 2018.

## Biographie
Né au Maroc, il est adopté à l’âge d’un mois par une famille d'entrepreneurs reconnue de la Beauce (Son grand-père d'adoption étant l’homme d’affaires Jean-Denis Poulin, fondateur, notamment, du Conseil économique de Beauce et de plusieurs entreprises forestières) et communicateur d’expérience, Samuel Poulin est député de Beauce-Sud à l'Assemblée nationale du Québec depuis le 1er octobre 2018 sous les couleurs de la Coalition avenir Québec. Fort d’un appui imposant de 63 %, il est nommé quelques semaines plus tard l’adjoint parlementaire du premier ministre du Québec, responsable du volet jeunesse. À ce titre, il se voit confier la responsabilité du Secrétariat à la jeunesse et propose un nouveau plan d’action jeunesse doté d’un budget de plus de 300 millions sur 3 ans.
De novembre 2022 à mars 2025, il est l'adjoint parlementaire du ministre de la culture et des communications et l'adjoint parlementaire du ministre responsable de la jeunesse. En mars 2025, il se voit confier un nouveau rôle comme adjoint parlementaire à la ministre de l'Économie, de l'Innovation et de l'Énergie, volet économie et énergie.
Attaché de presse et conseiller politique pour le caucus des députés de la CAQ à l’Assemblée nationale de 2014 à 2018, il est animateur du matin pendant 4 ans à Radio-Beauce et Radio-Bellechasse, rédacteur principal pour la revue d’affaires Action Beauce, journaliste au Journal de la Beauce, conseiller en communications pour Les Éditions Catherine Thabet et chargé de projets au Carrefour Jeunesse-Emploi et Place aux jeunes en région. Ses premières implications en politique remonte alors qu’il n’avait que 12 ans.
Diplômé du Collège radio télévision de Québec (CRTQ), il s’implique bénévolement en Beauce depuis toujours auprès de différents organismes. Il est président d’honneur de nombreuses activités dans sa région et de levée de fonds. De 2019 à 2022, il est l'adjoint parlementaire de la ministre du Tourisme et co-président du cercle des jeunes parlementaires de l’Assemblée nationale. De 2018 à 2022, il est membre de la commission parlementaire de la culture et de l’éducation et membre de la commission parlementaire des relations avec les citoyens. Il est aussi membre de l'Association des parlementaires de la francophonie et membre du conseil d'administration de l'Office franco-québécois de la jeunesse et membre du conseil d'administration de la Fondation Jean-Charles Bonenfant.
Il est également chef de la délégation pour le Québec lors de la 50e édition de la Conférence des ministres de la jeunesse et des sports de la Francophonie.
Ayant obtenu 38 % des voix lors de sa première tentative en 2014, puis élu pour la première fois avec 63 % en 2018, il est réélu avec 44.6 % lors des élections du 3 octobre 2022.

## Résultats électoraux
|                                                                                               | Nom                     | Parti            | Nombre de voix | %      | Maj. |
| --------------------------------------------------------------------------------------------- | ----------------------- | ---------------- | -------------- | ------ | ---- |
|                                                                                               | Samuel Poulin (sortant) | Coalition avenir | 16 615         | 44,6 % | 428  |
|                                                                                               | Jonathan Poulin         | Conservateur     | 16 187         | 43,4 % | -    |
|                                                                                               | Olivier Fecteau         | Québec solidaire | 1 623          | 4,4 %  | -    |
|                                                                                               | Jean-François Major     | Parti québécois  | 1 505          | 4 %    | -    |
|                                                                                               | Antoine Poulin          | Libéral          | 1 057          | 2,8 %  | -    |
|                                                                                               | Hans Mercier            | Parti 51         | 306            | 0,8 %  | -    |
| Total                                                                                         | Total                   | Total            | 37 293         | 100 %  |      |
| Le taux de participation lors de l'élection était de 75,9 % et 468 bulletins ont été rejetés. |                         |                  |                |        |      |

|                                                                                               | Nom                   | Parti               | Nombre de voix | %      | Maj.   |
| --------------------------------------------------------------------------------------------- | --------------------- | ------------------- | -------------- | ------ | ------ |
|                                                                                               | Samuel Poulin         | Coalition avenir    | 20 936         | 62,7 % | 13 978 |
|                                                                                               | Paul Busque (sortant) | Libéral             | 6 958          | 20,8 % | -      |
|                                                                                               | Diane Vincent         | Québec solidaire    | 1 934          | 5,8 %  | -      |
|                                                                                               | Guillaume Grondin     | Parti québécois     | 1 374          | 4,1 %  | -      |
|                                                                                               | Milan Jovanovic       | Conservateur        | 830            | 2,5 %  | -      |
|                                                                                               | Hans Mercier          | Parti 51            | 700            | 2,1 %  | -      |
|                                                                                               | Cassandre Poulin      | Vert                | 500            | 1,5 %  | -      |
|                                                                                               | Jean Paquet           | Citoyens au pouvoir | 170            | 0,5 %  | -      |
| Total                                                                                         | Total                 | Total               | 33 402         | 100 %  |        |
| Le taux de participation lors de l'élection était de 69,1 % et 467 bulletins ont été rejetés. |                       |                     |                |        |        |

|                                                                                               | Nom                    | Parti                   | Nombre de voix | %      | Maj.  |
| --------------------------------------------------------------------------------------------- | ---------------------- | ----------------------- | -------------- | ------ | ----- |
|                                                                                               | Robert Dutil (sortant) | Libéral                 | 17 055         | 50,5 % | 4 146 |
|                                                                                               | Samuel Poulin          | Coalition avenir        | 12 909         | 38,2 % | -     |
|                                                                                               | Alex Gagnon Lacroix    | Parti québécois         | 2 314          | 6,9 %  | -     |
|                                                                                               | Diane Vincent          | Québec solidaire        | 729            | 2,2 %  | -     |
|                                                                                               | Stéphane Bégin         | Conservateur            | 315            | 0,9 %  | -     |
|                                                                                               | Vanessa Roy            | Option nationale        | 220            | 0,7 %  | -     |
|                                                                                               | Robert Genesse         | Révolution démocratique | 163            | 0,5 %  | -     |
|                                                                                               | Jean Paquet            | Mon pays le Québec      | 69             | 0,2 %  | -     |
| Total                                                                                         | Total                  | Total                   | 33 774         | 100 %  |       |
| Le taux de participation lors de l'élection était de 70,8 % et 349 bulletins ont été rejetés. |                        |                         |                |        |       |